# Obrium circumcinctum
Obrium circumcinctum es una especie de escarabajo longicornio del género Obrium, categorizada en la tribu Obriini, de la subfamilia Cerambycinae. Fue descrita por Aurivillius en 1910.

## Descripción
Mide 6-8 mm de longitud.

## Distribución
Se distribuye por Tanzania.